# Alaska Interior
Alaska Interior este regiunea cea mai întinsă din statul Alaska, care cuprinde o mare parte din interiorul continentului cuprinzând lanțul montan Wrangell și o parte din Munții Alaska, incluzând piscul McKinley (sau Denali), cel mai înalt vârf din Statele Unite dar și din America de Nord.
În nordul său, regiunea este mărgintă de lanțul montan Brooks. In rest regiunea este caracterizată prin lanțuri de coline joase acoperite cu păduri unde predomină  plopul, și mesteacănul. Fluviul Yukon, care izvorăște în Canada, traversează întreaga regiune și apoi se varsă în Marea Bering.

## Climă
Alaska Interior este regiunea cu temperaturile extreme din Alaska; aici domină o climă continentală aspră fără a fi ca zona de coastă sub influență oceanică. Temperaturile medii iarna sunt în jur de -24 °C, iar vara +17 °C. Temperatura cea mai scăzută măsurată la Prospect Creek a fost  -62 °C. Aceste extreme de temperaturi scăzute se datorează barierei alcătuite de munții Alaska care opresc curenții de aer umd oceanic, cantitatea precipitații atinge în medie pe an 360 mm. Furtunile din regiune au loc cel mai frecvent în golful Alaska.